# Atanazy (Drozdow)
Atanazy, imię świeckie Aleksandr Wasiljewicz Drozdow (ur. 1780 w Umrinienkowie, zm. 25 listopada?/7 grudnia 1876) – rosyjski biskup prawosławny.

## Życiorys
Był synem kapłana prawosławnego. Ukończył seminarium duchowne w Tule, zaś w 1824 uzyskał tytuł magistra teologii w Moskiewskiej Akademii Duchownej. 18 grudnia 1823 złożył wieczyste śluby mnisze, zaś w 1824 został wyświęcony na kapłana i został zatrudniony w Akademii jako wykładowca. W 1828 objął stanowisko rektora seminarium duchownego w Penzie, które łączył z godnością archimandryty, przełożonego monasteru Podwyższenia Krzyża Pańskiego w Krasnej Słobodzie. Po roku przeniesiony na stanowisko rektora seminarium duchownego w Kostromie, będąc równocześnie przełożonym monasteru Objawienia Pańskiego w tymże mieście. Od 1837 do 1840 był rektorem seminarium duchownego w Riazaniu i przełożonym monasteru Przemienienia Pańskiego w tym samym mieście. Następnie przez rok pełnił funkcję rektora seminarium duchownego w Odessie i przełożonego monasteru Zaśnięcia Matki Bożej w Odessie. Od 1841 do 1842 był rektorem Petersburskiej Akademii Duchownej i tytularnym przełożonym monasteru Objawienia Pańskiego w Rostowie. Uzyskanie stanowiska rektora najbardziej prestiżowej uczelni teologicznej w kraju zawdzięczał protekcji oberprokuratora Świątobliwego Synodu Rządzącego Nikołaja Protasowa, którego skłoniło do tego kroku znakomite wykształcenie Atanazego. Rektor Akademii wspierał oberprokuratora przy wdrażaniu reformy szkół duchownych, przeprowadzonej wbrew stanowisku metropolity moskiewskiego Filareta.
15 sierpnia 1842 przyjął chirotonię biskupią z tytułem biskupa winnickiego, wikariusza eparchii podolskiej, pozostając de facto w Petersburgu. W 1847, gdy oberprokurator uznał, iż nie potrzebuje już jego pomocy, został skierowany na katedrę saratowską, zaś w 1856, po zatargu z władzami świeckimi, został biskupem astrachańskim. W 1858 otrzymał godność arcybiskupią. W 1870 odszedł w stan spoczynku, żył w monasterze w Astrachaniu, następnie w Monasterze Daniłowskim. Zmarł w 1876.
Władał biegle językami hebrajskim, greckim, łaciną, francuskim, niemieckim, uczył się włoskiego, opanował podstawy angielskiego. Oprócz teologii interesował się naukami ścisłymi, fizyką, matematyką, botaniką, mineralogią i astronomią.